# Inhärenter Vokal
Der inhärente Vokal ist eine Besonderheit bei Abugidas wie den indischen Schriften und der äthiopischen Schrift, in denen jedes Konsonantenzeichen mit einem in der jeweiligen Sprache besonders häufigen Vokal (meist „a“, in der Bengalischen Sprache aber „o“) verknüpft ist. Die isolierten Konsonanten entsprechen also vollständigen Silben ka, kha, ga, gha usw. 
Soll aber ein anderer Vokal als das „a“ folgen, wird das durch Zusatzzeichen (matra) am, unter oder über dem Silbenzeichen angezeigt: ki, khi, gi, ghi ... oder ku, khu, gu, ghu ... In manchen Fällen entstehen durch die Ligatur des Konsonanten mit dem Vokal auch spezielle, nicht regelmäßig vorhersagbare Formen, z. B. beim Buchstaben „ja“ in Gujarati-Schrift.
In diesem System ist die Darstellung von Konsonantenclustern grundsätzlich problematisch, da man für eine Silbe wie „ktra“ die inhärenten Konsonanten von „ka“ und „ta“ neutralisieren muss. In den indischen Schriften gibt es dazu verschiedene Ansätze:
- Durch ein spezielles Zusatzzeichen (virāma) kann der inhärente Vokal entfernt werden. Dieses Verfahren ist der Standard in modernem Tamil, wird aber in den anderen indischen Schriften als ästhetisch minderwertig betrachtet und nur verwendet, wenn die anderen Methoden nicht anwendbar sind. Der Virāma hat meist die Form eines Punktes oder Schrägstriches über oder unter dem Konsonanten.
- In den meisten indischen Schriften haben viele (aber nicht alle) Konsonantenzeichen ein graphisches Element, das symbolisch für den inhärenten Vokal steht. In der Devanagari-Schrift ist das ein vertikaler Strich, in Oriya ein Halbkreis über dem Zeichen. Schreibt man das Konsonantenzeichen ohne dieses Element (Halbform), dann repräsentiert er den nackten Konsonanten.
- Man stellt den gesamten Konsonantencluster durch eine einzige Ligatur dar, wobei die Merkmale aller beteiligten Konsonanten in der fertigen Ligatur meist noch erkennbar sind; in manchen Fällen hat die Ligatur aber auch eine irreguläre, kaum vorhersagbare Form. Diese Methode ist eine Verallgemeinerung der vorangehenden und stellt beträchtliche technische Anforderungen an den Buchdruck, da eine große Anzahl von Ligaturlettern benötigt wird. Beispielsweise sind im Sanskrit Cluster aus drei oder vier Konsonanten nicht selten, was Hunderte von individuell zu schneidenden Ligaturen erfordert. 
  - In der Schreibung von Kannada und Telugu werden Ligaturen grundsätzlich gebildet, indem eine verkleinerte Version des folgenden Konsonanten rechts unter den führenden Konsonanten geschrieben wird. Ein eventueller dritter Konsonant kommt dann rechts unter den zweiten.
  - In Devanagari werden Ligaturen vorwiegend durch horizontales Aneinanderfügen der einzelnen Zeichen gebildet (vgl. Halbformen), in einzelnen Fällen (v. a. Geminale) auch vertikal. Ligaturen aus drei oder mehr Zeichen sind meist gemischt horizontal-vertikal, wobei sich die Reihenfolge der Konsonanten oft nur schlecht aus der graphischen Form der Ligatur erschließt.
  - Die Ligatur aus „k“+„ṣa“ hat in den nordindischen Schriften eine Gestalt, die in keinem Zusammenhang zur Form der Einzelbuchstaben steht. Dieses Zeichen kann als Teilelement einer komplexeren Ligatur auftreten.
  - Der Buchstabe „ra“ hat in Ligaturen spezielle Formen. Als erstes Element eines Clusters nimmt er in Devanagari die Form eines rechts offenen Halbkreises (repha) an, der über den Folgebuchstaben (oder die Ligatur für den Folgecluster) geschrieben wird. Als späteres Element eines Clusters tritt „r“ als kurzer Schrägstrich im unteren Teil der gebildeten Ligatur auf.
- Ein Nasal am Anfang eines Konsonantenclusters wird in vielen indischen Sprachen als Bestandteil der vorangehenden Silbe empfunden und durch Nasalierung des vorangehenden Vokals artikuliert. In diesem Fall schreibt man ihn als diakritisches Zeichen (Anusvara oder Chandrabindu), das jedoch graphisch mit der Folgesilbe verbunden wird.
- In einigen nordindischen Sprachen wird auf die Bildung von Ligaturen in der Regel verzichtet; man verwendet einfach das Silbenzeichen „ka“ für den Konsonanten „k“. Der Leser muss aus seiner Kenntnis der Sprache heraus entscheiden, ob eine Schreibung „ka-ta“ als „kata“ oder „kta“ zu lesen ist. Dieser Weg wird vor allem in Panjabi, Hindi und Marathi häufig beschritten, während Gujarati und Bengalisch stärker phonemisch geschrieben werden.

Die von den indischen Schriften abgeleiteten Alphabete Südostasiens haben das Prinzip des inhärenten Vokals übernommen. In Thai und Lao wird der Ausfall des inhärenten Vokals grundsätzlich nicht angezeigt, für Pali- oder Sanskrit-Texte nutzt man im Thai aber auch den Virāma. Im Khmer werden Konsonantencluster durch Tiefstellung gebildet. Khmer ist aufgrund der vielen Vokale und Diphthonge auch darin einzigartig, dass es zwei Gruppen von Konsonantenzeichen unterscheidet, die mit unterschiedlichen inhärenten Vokalen verknüpft sind (a oder o).